# Galería Colbert
La Galería Colbert es un pasaje cubierto situado en el II Distrito de París.

## Situación y acceso
La Galería Colbert está ubicada en el II Distrito, entre la plaza de las Victorias y el jardín del Palais-Royal y se puede acceder desde el número 6, de la calle des Petits-Champs y el número 2 de la calle Vivienne.
Se encuentra próxima a las estaciones de metro Palais Royal - Musée du Louvre (líneas 1 y 7) y Bourse de la línea 3.

## Origen del nombre
Lleva el nombre del antiguo Hotel Colbert, antes Hotel Bautru.

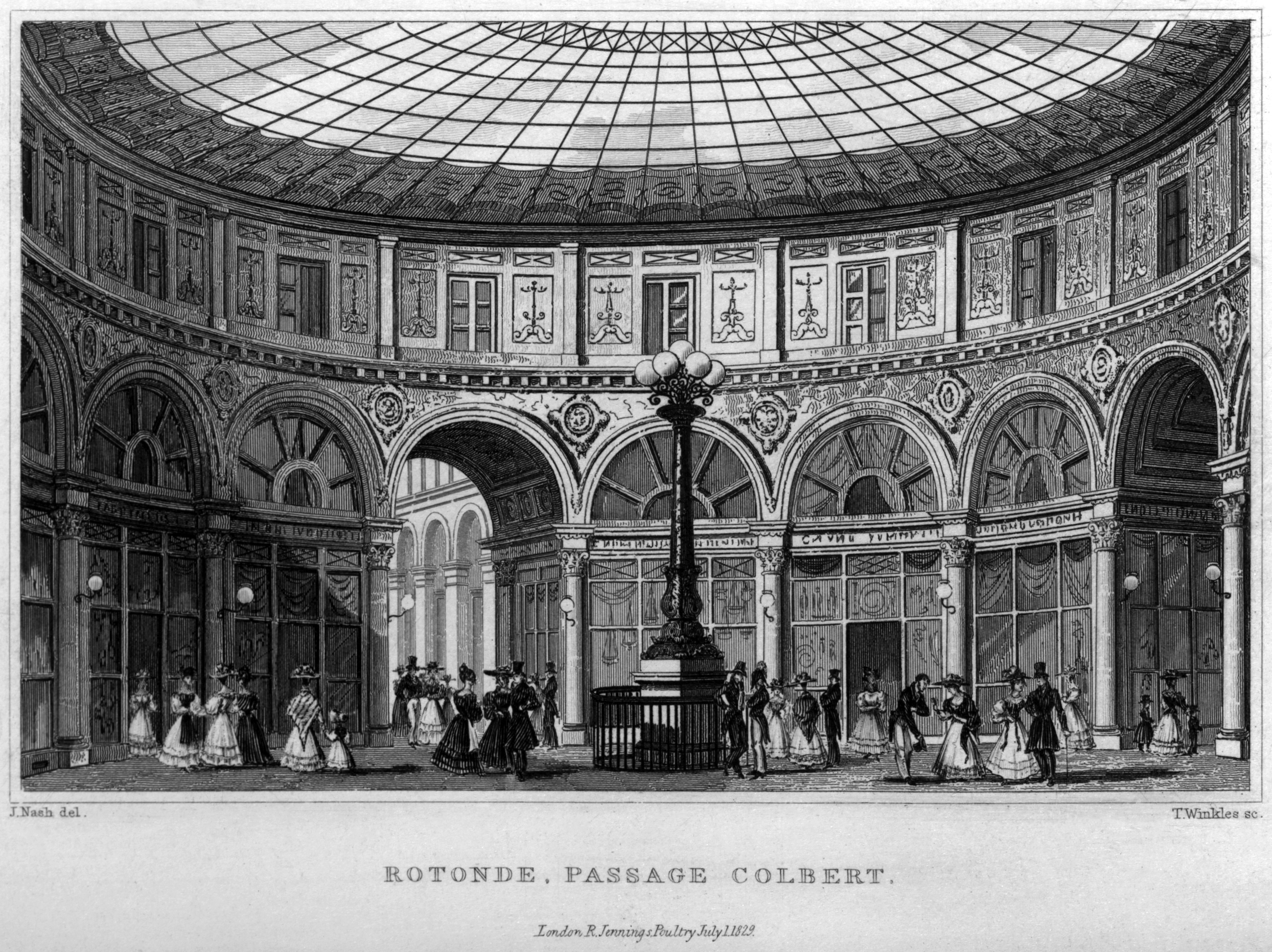
Rotonda de la galería Colbert en 1831.

## Historia
La Galeria Colbert se construyó en 1826 para competir con la vecina Galerie Vivienne, pero no tuvo tanto éxito.
Tras su renovación en la década de 1980, fue adquirida por la Biblioteca Nacional de Francia y luego pasó a manos del Instituto Nacional de Historia del Arte (INHA). Desde entonces, alberga numerosas instituciones relacionadas con la historia del arte y el patrimonio cultural.
La Galería Colbert está abierta al público, que está invitado a descubrir la magnífica rotonda en estilo pompeyano coronada por una cúpula de cristal. Aunque no posee tiendas, la brasserie Le Grand Colbert, con su decoración art nouveau, a menudo utilizada para el cine, se encuentra a la entrada de la galería.
El 29 de julio de 1830 Hector Berlioz entonó La Marseillesa en su propio arreglo desde una de las ventanas de la galería. La multitud amontonada en la galería coreó y el músico cayó inconsciente.
El 7 de julio de 1974 conjuntamente con la Galerie Vivienne fueron inscritas en el inventario suplementario de los monumentos históricos.

## Instituciones tuteladas

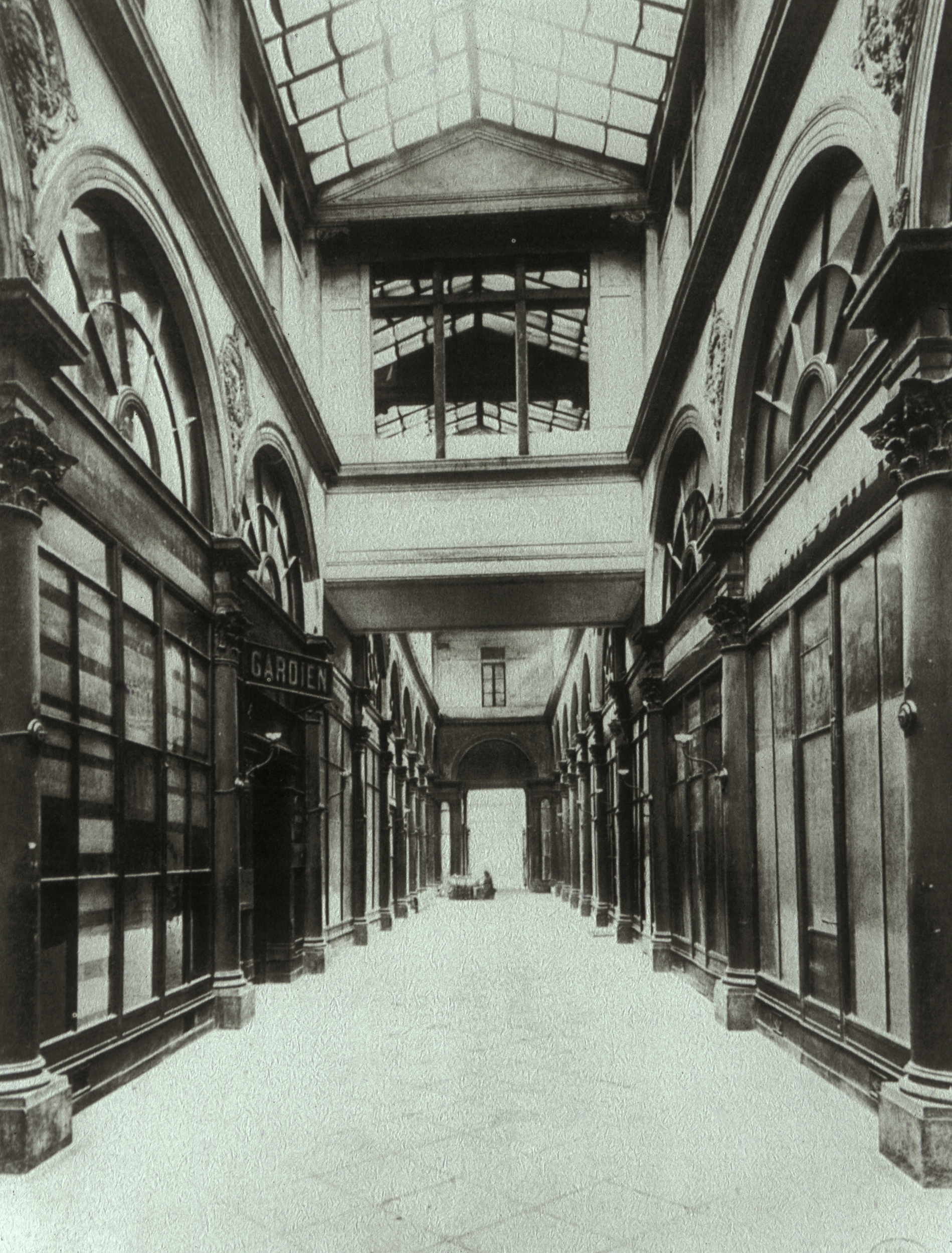
La galería Colbert en 1900.

La galería Colbert alberga la sede de:
- del Instituto nacional de historia del arte
- del Instituto nacional del patrimonio
- del centro André-Chastel
- del Comité francés de historia del arte
- de la Asociación de profesoress de arqueología y de historia del arte universitarios (APAHAU) y de la revista Histoire de l'art
- del Festival de la historia del arte
- de la Biblioteca Gernet-Glotz.

La galería Colbert alberga también los laboratorios de investigación y las escuelas de doctorado relacionadas con la historia del arte y el patrimonio cultural de varias universidades y escuelas de la región de París:
- Universidad de París IV París Sorbonne
- Universidad de París I Panthéon-Sorbonne
- Universidad Sorbona Nueva - París 3
- Universidad París X Nanterre
- Escuela de Estudios Superiores en Ciencias Sociales
- École Pratique des Hautes Études
- Instituciones adscritas al Centro Nacional para la Investigación Científica

## Actividades

### Exposiciones
Diseñadas por los investigadores del INHA y sus equipos, se presentaron varias exposiciones gratuitas en la sala Roberto-Longhi de la galería Colbert. Estrechamente vinculadas a los programas de investigación, pretendían poner de relieve los fondos de la biblioteca y de la documentación (libros de fiestas, colecciones de ornamentos, etc.), presentar trabajos de investigación sobre un tema concreto o celebrar una figura importante de la historia del arte como André Chastel, Pierre Francastel, Louis Hautecœur, Louis Marin, etc.
En la rotonda se encuentra el auditorio para estas actividades.

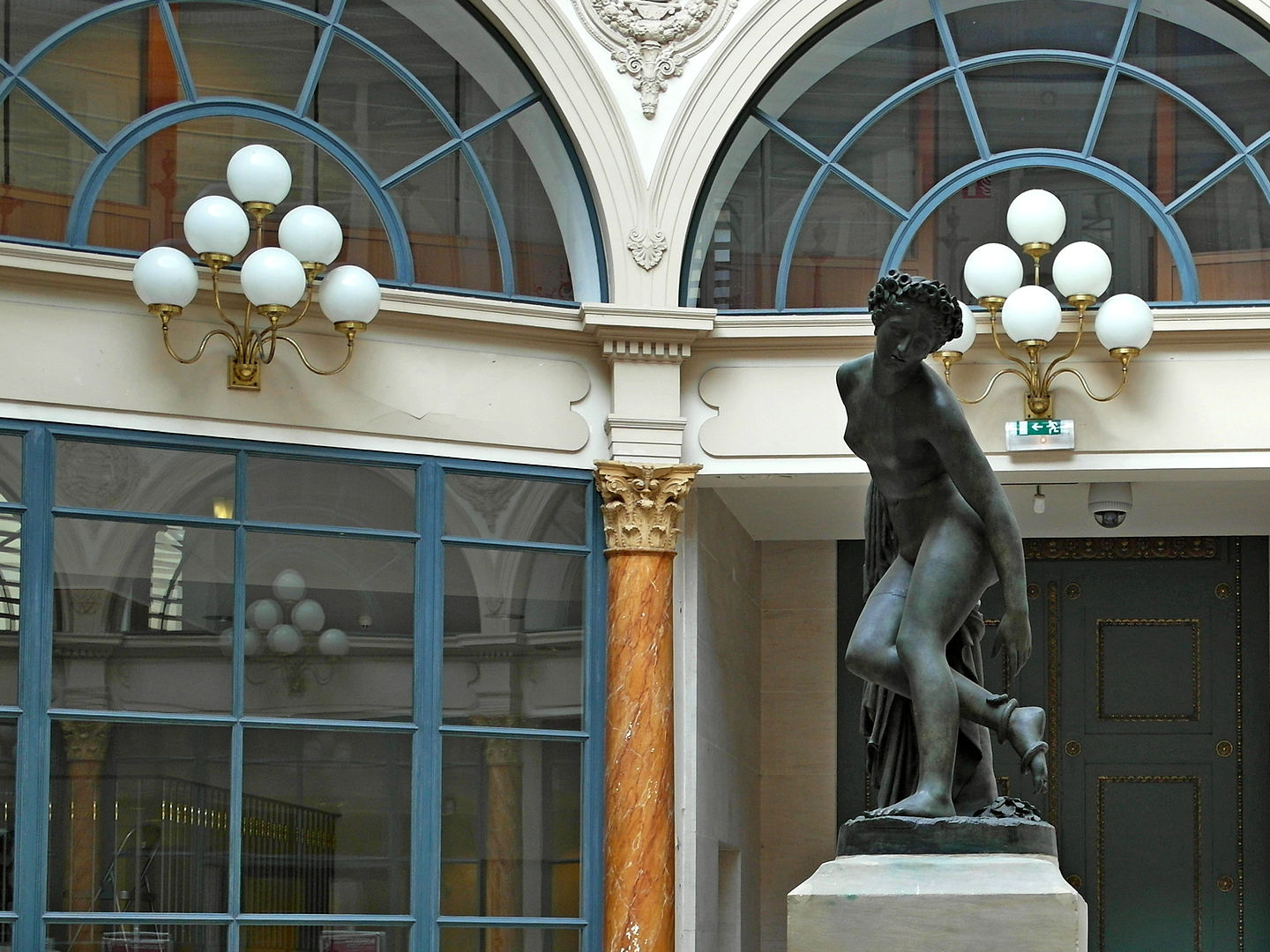
Charles-François Lebœuf (1792-1865), Eurydice mourante.
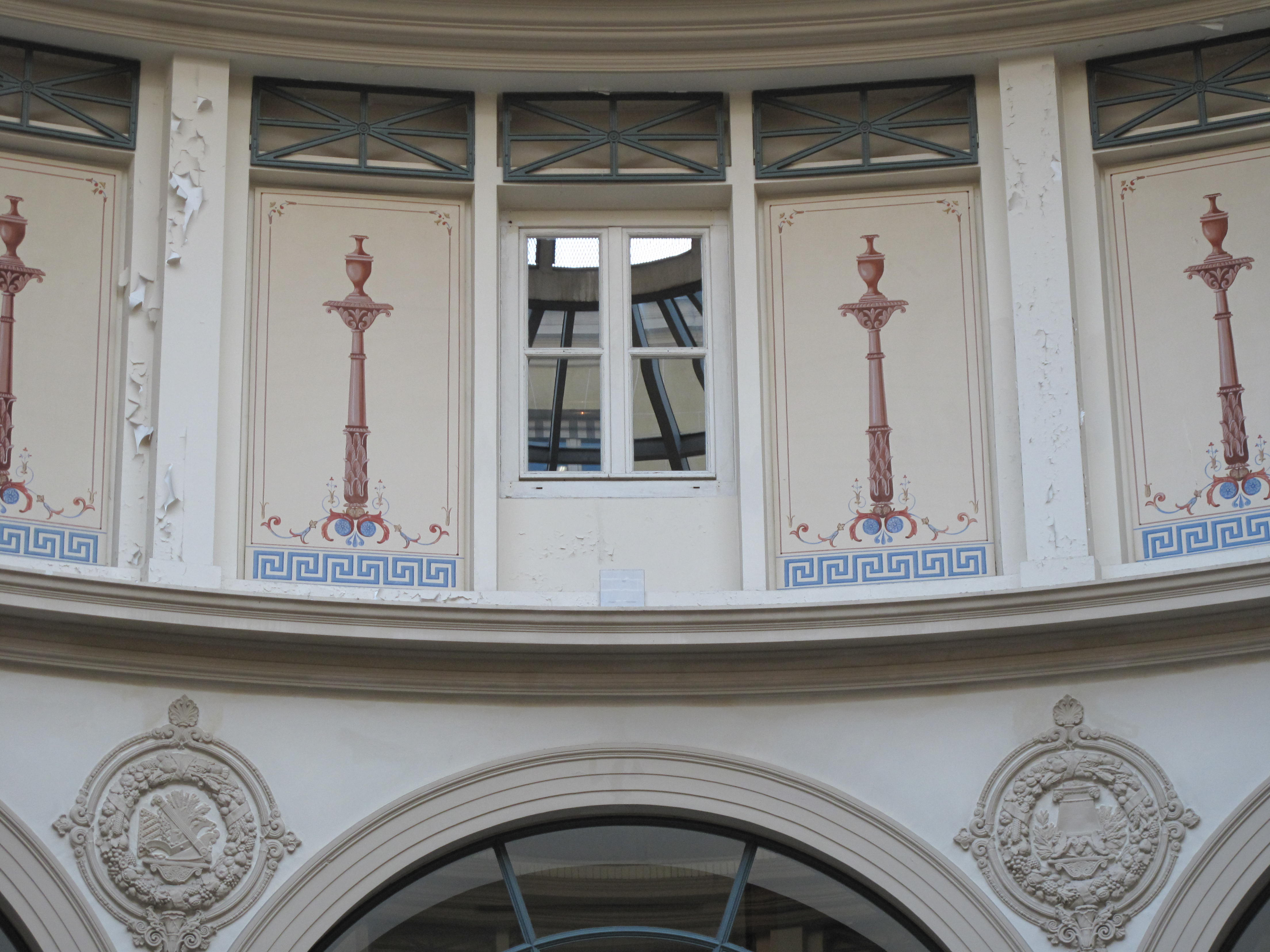
Detalle de la rotonda.
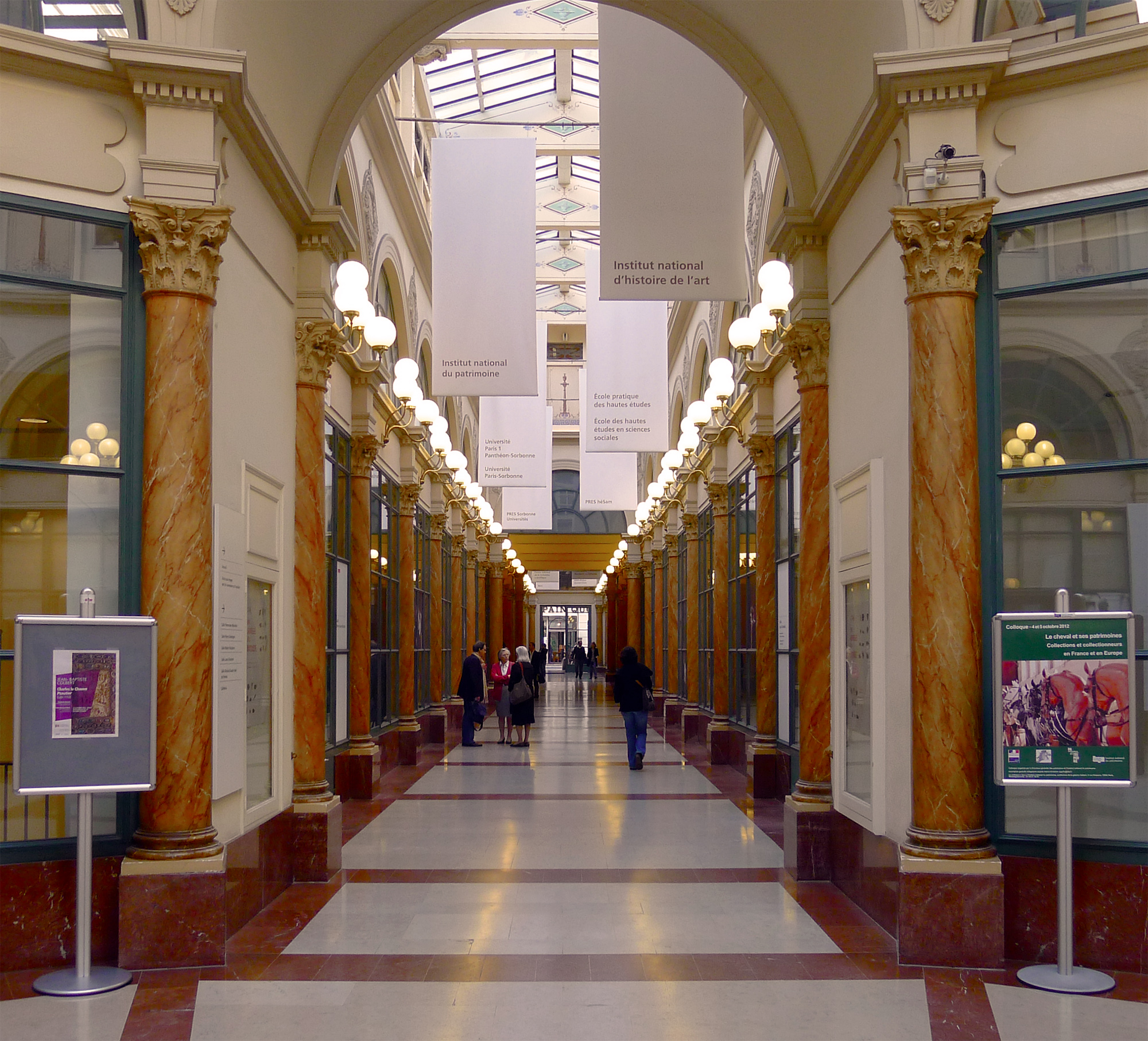
Sector de la galería que conduce a la calle de Petits-Champs.
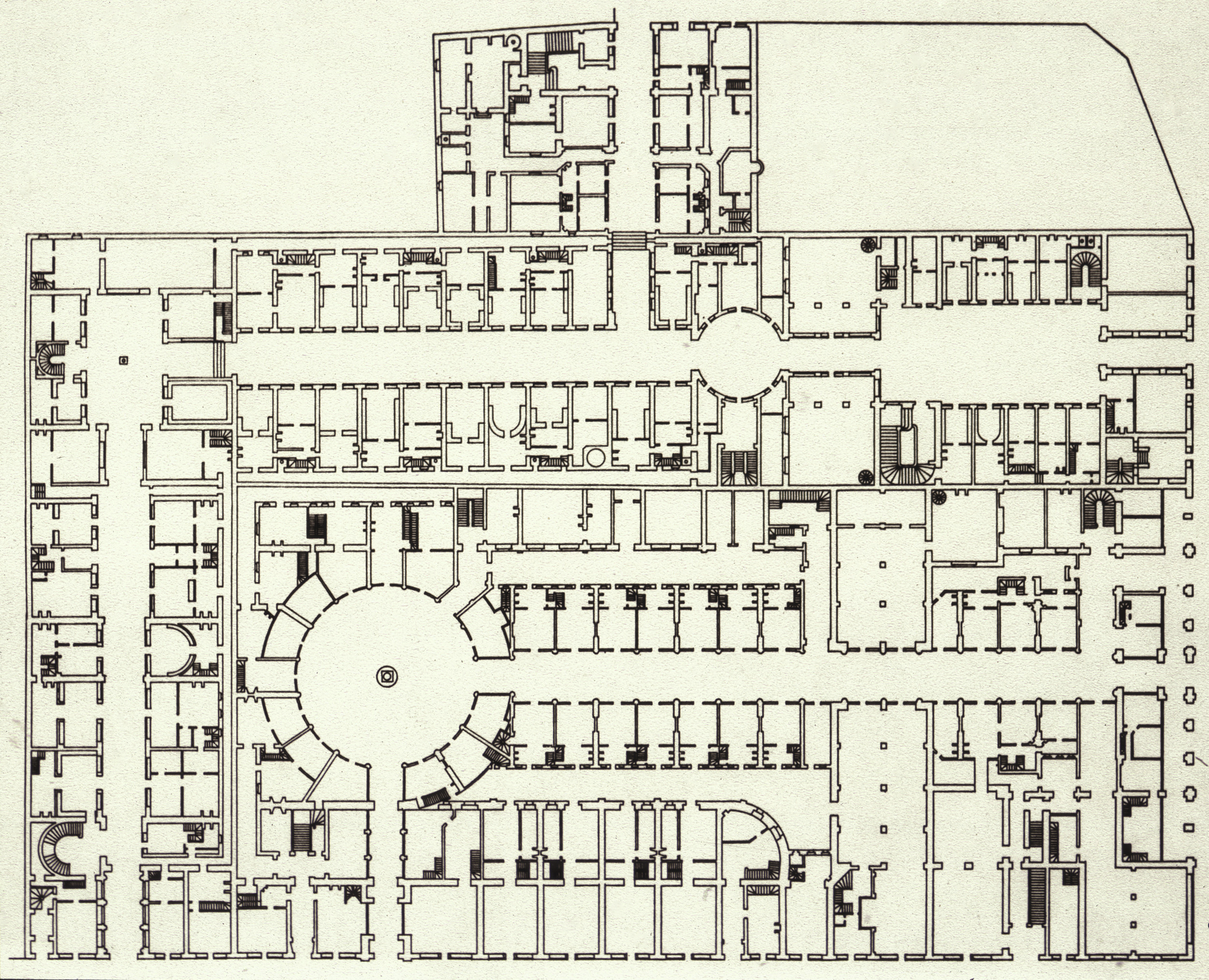
Galerias Colbert y Vivienne, planta del conjunto (1826).